# 希奧夫拉·奧利里
希奧夫拉·奧利里（英語：Síofra O’Leary，1968年9月20日—）是一名愛爾蘭律師和法官，自2015年7月起擔任歐洲人權法院法官；2022年1月就任副院長；同年11月至2024年7月期間接任院長。

## 生平
奧利里出生於都柏林，1989年在都柏林大學獲得民法學士學位。1993年，她在歐洲大學學院完成歐洲法博士論文答辯，論文題目是《共同體公民身份概念的演變：從人員自由流動到聯盟公民身份》。隨後，奧利里在加的斯大學和倫敦大學從事研究工作，1996年成為劍橋大學歐洲法律研究中心助理主任。之後，奧利里成為劍橋大學伊曼紐爾學院的研究員。
從1996年開始，奧利里在盧森堡的歐洲法院擔任了三年的顧問。隨後，她於2000年至2004年擔任內閣主席。在法院工作期間，奧利里還於1999年至2004年擔任都柏林大學法學院客座研究員。2003年起，她是布魯日歐洲學院的客座教授。她為從業人員、政府機構和學術界講授基本權利、歐盟法律和歐洲法院的實務與程序。她也撰寫有關基本權利、歐盟就業法、人員和服務自由流動以及歐盟公民身份的文章。奧利裡曾在歐盟法院擔任過各種職務，直到2015年4月當選接替安·鮑爾擔任愛爾蘭在歐洲人權法院的法官。她的任期從2015年7月2日開始，預計到2024年7月1日結束。自2020年1月1日起，奧利里擔任科主席。2021年11月15日，她當選為法院副院長。2022年9月19日，她被選為法院院長，並於2022年11月1日接替冰島人羅伯特·拉納爾·斯潘奧諾就職，成為首位擔任該職務的女性。